# ALCO RSD-15
Тепловоз RSC-2 — шестиосный тепловоз с кузовом капотного типа выпускавшийся с августа 1956 по июнь 1960 на заводе American Locomotive Company.
На тепловозе был установлен 16-ти цилиндровый V-образный четырёхтактный дизельный двигатель ALCO 251 развивавший мощность 2400 л.с.
Крупнейшим эксплуатантом этой серии тепловозов была дорога Atchison, Topeka and Santa Fe Railway имевшая в своём распоряжении 50 секций. Один тепловоз принадлежал Canadian Pacific Railway.
Множество тепловозов этой серии ещё эксплуатируются, но несколько сохранены как экспонаты музеев. В железнодорожном музее Иллинойса (англ. Illinois Railway Museum) сохранён тепловоз № 2407 ранее эксплуатировавшийся Green Bay and Western Railroad. Также тепловозы есть в Калифорнийском государственном железнодорожном музее (англ. California State Railroad Museum) и железнодорожном музее Арканзаса (англ. Arkansas Railroad Museum).